# ショー・アンド・テル
ショー・アンド・テル（英語: show and tell）は、聴衆に対して、何事かを示すプロセスであり、その話題について話すことである。日本語では展示と説明（てんじとせつめい）と言う。主に北米で行われる教育科目の一つで、オーストラリアでも一般的である。普通は、小学校の低学年の授業で実施され、小さな児童に公述のスキルを教えるための技術である。たいてい、児童はなにか家からひとつ道具を持って行き、みんなに「なぜその道具を特に選んだか、どこで手に入れたか、その他、関連する情報」について説明する。
日本の義務教育には存在しない教育科目である。